# 프로카인
프로카인(procaine)은 아미노 에스테르기의 국부 마취제이다. 페니실린의 근육 주사의 통증을 줄여주기 위해 주로 사용되며 치과에도 사용된다. 상표명 노보카인(Novocain) 또는 노보케인(Novocaine)이 일부 지역에서 도처에 흔히 사용되면서 프로카인은 "노보카인"으로 보통명칭화되었다. 대부분 나트륨-칼륨 펌프 및 이온통로와 관련해서 나트륨 통로 차단제의 역할을 한다. 교감 신경 차단, 항염증, 살포 강화, 기분 강화 효과로 인해 오늘날 일부 국가에서 치료적으로 사용된다.
프로카인은 1905년 처음 합성되었으며, 이는 아밀로카인 직후에 이루어진 일이다. 유대인 화학자 알프레드 아인호른에 의해 개발되었으며 그는 상표명을 노보카인으로 명명하였는데 이는 라틴어 nov-("새로운"을 의미)와 -caine(마취약으로서 알칼로이드의 끝에 흔히 사용됨)에서 비롯된 것이다. 외과의 하인리히 브라운에 의해 의학적인 이용이 시작되었다. 아밀로카인과 프로카인이 발견되기 전에는 코카인이 국부 마취제로서 흔히 사용되었다. 아인호른은 자신의 새로운 발견이 절단수술에 사용되길 바랐으나 외과의들은 전반적인 마취제를 선호하였다. 그러나 치과의들은 이 물질이 매우 유용하다는 것을 발견했다.

## 부작용
프로카인을 사용하면 뉴런 활동의 침체를 가져올 수 있다. 이러한 침체로 말미암아 신경계가 과민하게 될 수 있으며 사소하거나 심각한 경련을 유발시킬 수 있다. 동물을 통한 연구에서 프로카인을 사용하면 뇌의 도파민과 세로토닌 수치의 증가를 유발한다고 입증되었다. 또, 개인마다 프로카인 복용량이 내성이 다양함으로 인한 문제가 발생할 수 있다. 중앙신경계의 자극으로 인해 불안과 어지러움이 발생할 수 있으며, 과복용 시 호흡 부전으로 이어질 수 있다. 프로카인은 심정지를 일으키는 심근 약화를 유도할 수도 있다.
프로카인은 호흡, 발진, 부기 문제가 있는 개개인에 알레르기 반응을 일으킬 수도 있다. 프로카인의 알레르기 반응은 일반적으로 프로카인 그 자체에 대한 반응이 아닌, 대사 물질 PABA에 기인한다. 알레르기 반응은 사실상 극히 드문 편이며, 500,000건의 주사 중 1건의 확률로 추산된다.

## 합성
프로카인은 2가지 방법으로 합성이 가능하다.

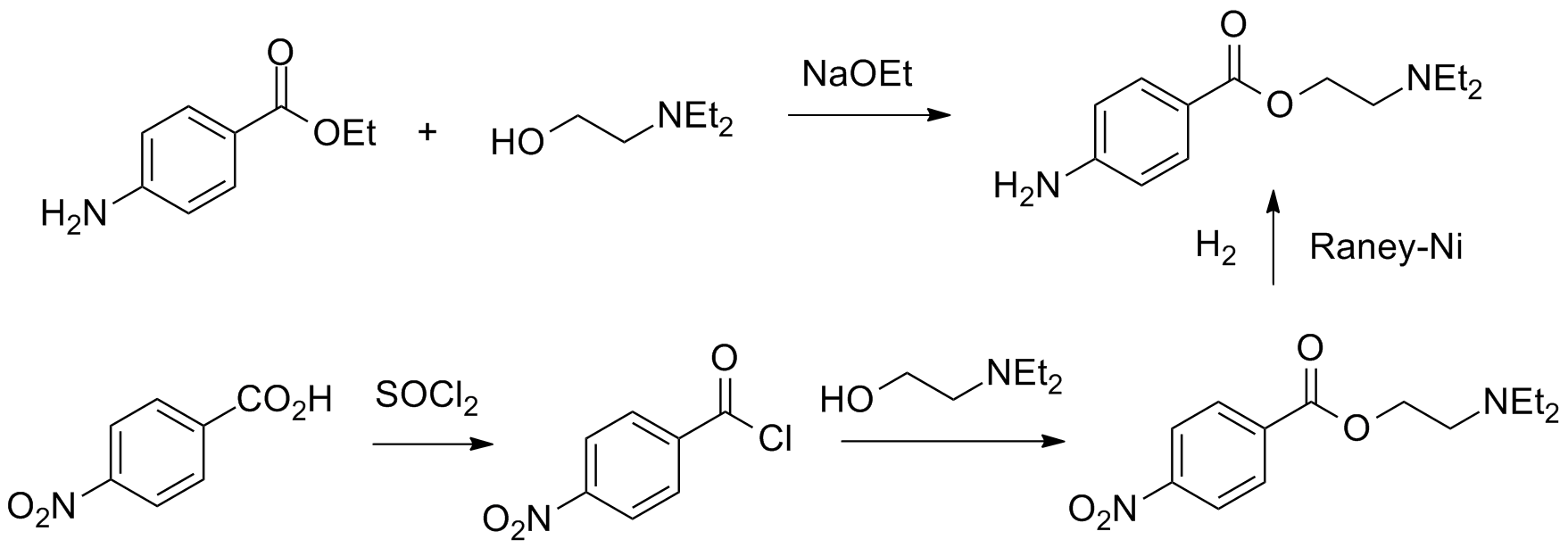
프로카인의 합성

## 같이 보기
- 리도카인

## 참고 문헌
- J.D. Hahn-Godeffroy: Wirkungen und Nebenwirkungen von Procain: was ist gesichert?. Komplement. integr. Med. 02/2007, 32-34.
- A. Einhorn, K. Fiedler, C. Ladish, E. Uhlfelder. en:Justus Liebigs Annalen der Chemie 371, 125, 131, 142, 162 (1910).
- A. Einhorn, M. Lucius, 미국 특허 812,554  (1906).
- M. Lucius, DE 179627 (1904).
- M. Lucius, DE 194748 (1905).